# Jean-Loup Bertaux
Pour les articles homonymes, voir Bertaux.
Jean-Loup Bertaux, né le 8 janvier 1942, est un astronome, universitaire émérite et chercheur français spécialiste du milieu interstellaire, des vents solaires et des atmosphères planétaires.

## Biographie
Directeur de recherche au service d'aéronomie du CNRS et maintenant au LATMOS, il reçoit la médaille Huygens en février 2010.
En 1985, il a notamment coopéré avec des scientifiques russes sur une mission vers la planète Vénus, lancée à l’occasion du passage de la comète de Halley. Le 20 septembre 2016, il décroche une bourse du gouvernement russe, avec pour mission de développer la recherche académique dans plusieurs universités du pays.
Jean-Loup Bertaux est le fils de Pierre Bertaux et le petit-fils de Félix Bertaux. Il est marié à Rosine Lallement, lauréate de la médaille d'argent du CNRS en 2004. Ils ont deux fils.
Il est membre correspondant de l'Académie de l'air et de l'espace depuis 2013.

## Publications
- De l'autre côté du soleil, A. Michel, coll. « Sciences d'aujourd'hui », 1987.
- Démographie, climat, migrations : l'état d'urgence, Fauves éditions, 2017.

## Hommage
L'astéroïde (5235) Jean-Loup lui est dédié.